# 加賀尾秀忍
加賀尾 秀忍（かがお しゅうにん、1901年1月5日 - 1977年5月14日）は、昭和期に活躍した真言宗の僧侶。フィリピン・モンテンルパの戦犯刑務所で教誨師として活躍したので『モンテンルパの父』ともよばれている。

## 概要
1901年1月5日、岡山県真庭郡落合町の極楽寺に生まれる。落合尋常小学校を卒業後、おなじ落合にある木山寺に入り、住職の高藤秀本に師事し漢籍・経文を習った。1929年、真言宗京都大学を卒業して真言宗の僧侶となる。宝蔵院の住職をつとめたのち、高野山東京別院の副主監となる。
1949年11月4日、フィリピン・マニラ郊外のモンテンルパにある、当時、戦犯刑務所だったニュー・ビリビット刑務所に、病気のため早期帰国した安達本識（あだち・ほんじき）教誨師の後任として赴任する。当初、6ヶ月の任期であったが、自ら無給で残ることを決め、死刑判決を受けて、処刑の瀬戸際に立つ日本人戦犯の助命活動にたずさわる。ダグラス・マッカーサー元帥などの、当時の日本の指導者たちに助命嘆願書を提出するも、1952年1月19日には、明らかに無実の者もいる日本人BC級戦犯14名の処刑に立ち会う。3月半ばのある日、戦犯たちと会議をもち日本への世論喚起のため、歌の作成を提案する。こうして完成した歌は、死刑囚である代田銀太郎作詞で、同じく死刑囚の伊藤正康作曲の『モンテンルパの歌』と題がつけられて日本へ郵送された。
そして、この歌はNHKラジオ「陽気な喫茶店」で紹介され、たまたまゲストとして出演していた歌手の渡辺はま子の目にとまった。そして当時、鎌倉にあった自宅に帰ると、すぐにピアノで試し弾きをやってみて、望郷と帰国の念に駆られる感じ漂う哀しいリズムの歌であることを知った。そして、自分がかつて、戦争協力者として台湾や中国大陸各地の前線や基地、軍の病院を歌で慰問して巡っていた頃の自分を責め、生涯をかけてこの歌を歌っていこうと心に決めると、さっそく曲の手直しと編曲にとりかかった。具体的には当初、5番から成っていたものを2番削除して3番構成とした。そして曲名も『あゝモンテンルパの夜は更けて』と改められて発表された。レコードも宇津美清とのデュエットで吹き込んだものがビクターレコードから発売され、20万枚の売り上げを記録するなど大ヒットする。当時のローマ法王のピウス12世に協力要請を行い、フィリピン大統領へのメッセージが実現し、フィリピン大統領との会見が実現する。1953年5月、当時のフィリピン大統領エルピディオ・キリノと面会した。そして、このときに『あゝモンテンルパの夜は更けて』のオルゴールをプレゼントする。大戦末期に行われたマニラ市街戦で、妻や子を日本軍に殺害されていたキリノ大統領も、オルゴールの中の曲の作詞作曲が2人の日本人戦犯であることを加賀尾氏より知る。そして、会見から1ヶ月後の6月27日、日本人戦犯の釈放が決定される。こうして1953年7月7日、フィリピン独立記念日の日、晴れて日本人戦犯の全員特赦と帰国が実現し、7月15日、処刑された戦犯兵士の遺骨17柱と、戦犯としてニュー・ビリビッド刑務所に収容されていた108名の元日本人兵士同胞とともに、現地時間の午後2時過ぎに帰還船「白山丸」（日本郵船所属の貨客船）でマニラを出港し、7日後の7月22日朝、横浜港大桟橋着で日本に帰国する。
その後、日本国内で僧侶として活躍しながら、『13階段と平和』と題して講演活動を行う。1973年には、日比親善に功労があったとして、勲三等旭日中綬章を授与された。
1977年5月5日朝、岡山県井原市の自坊で3度目の脳出血を発症して倒れる。倉敷市の倉敷中央病院に入院するも、5月11日重篤に陥り、3日後の5月14日午前12時22分、死去する、享年76。

## 演じた人物
テレビドラマ
- 春海四方 - 舞台『モンテンルパの夜はふけて』（2007年、MITAスタジオ製作）[1]
- 小日向文世 - 『戦場のメロディ 〜108人の日本軍兵士の命を救った奇跡の歌〜』（2009年9月12日、フジテレビ）

主人公は薬師丸ひろ子演じる渡辺はま子だが、処刑立会いのシーンや歌作り提案の場面など、加賀尾秀忍が登場する重要な場面が多くある。
- 古谷一行 - 舞台『奇跡のメロディ』（2010年（平成22年）9月6日 - 23日、シアタークリエ）[2][3]
- 大和田獏 - 舞台『モンテンルパ』（2021年、トム・プロジェクト製作）[4]

## 著作
- モンテンルパに祈る 1953年 富士書苑